# 蒼ざめた告発
『蒼ざめた告発』（あおざめたこくはつ）は、夏樹静子の1978年の短編集、それに収録された短編小説、およびその短編小説を原作とし、1990年6月11日に関西テレビ制作の月10枠で放映されたテレビドラマ。

## 収録作品
- 冷ややかな情死
- 蒼ざめた告発
- 二粒の火
- 男運
- お話中殺人事件
- 見知らぬ敵
- 死者からの電話

## テレビドラマ
短編小説『蒼ざめた告発』を原作とし、1990年6月11日に関西テレビ制作の月10枠（22:00 ‐ 22:54）で放映された。

### ストーリー
満たされない日々を送る常務夫人の周囲に起こる殺人事件を描いている。

### キャスト
- 榊原厚子（社長の娘） - 美保純
- 榊原武彦（厚子の夫・常務） - 角野卓造
- 宇野（捜査一係 刑事） - 前田吟
- 宮野[注 1]一也（武彦の友人） - 中島久之
- 梅子（魚屋） - 正司照枝
- 山口（武彦の友人） - 赤塚真人